# Estret de Hassel
L'estret de Hassel (en anglès Hassel Sound) és un braç de l'oceà Àrtic que es troba a l'Arxipèlag Àrtic Canadenc, a Qikiqtaaluk, Nunavut. Separa les illes Ellef Ringnes, a l'oest, de la d'Amund Ringnes, a l'est.